# 斑頭鴨
斑頭鴨（學名：Anas andium）是南美洲的一種鴨，是一種鑽水鴨，分佈於哥倫比亞、委內瑞拉與厄瓜多等國的安地斯高地，偏好棲息於靜止的水體中。

## 分類
斑頭鴨有時與黃嘴鴨被認為是同種，都屬於A. flavirostris，但隨著更多研究發表，分類學家漸認為兩者是不同物種，該學名只用於黃嘴鴨，斑頭鴨則獨立成新的物種。粒線體DNA序列顯示鴨屬其他物種中，與斑頭鴨、黃嘴鴨親緣關係最接近的，是與兩者外型差異很大的綠翅鴨。
斑頭鴨有以下兩個亞種：
- Anas andium altipetens（Conover, 1941）：分佈於委內瑞拉西北方的高地，以及哥倫比亞的鄰近地區。
- Anas andium andium（Sclater & Salvin, 1873）：為指名亞種，分佈於哥倫比亞與厄瓜多的高地。